# Cyclochila australasiae
Cyclochila australasiae là một loài ve sầu và là một trong những loài côn trùng thân thuộc nhất tại Australia. Nó phân bố qua các khu vực ven biển phía đông nam Australia. Đây là một trong những loài côn trùng ốn ào nhất trên thế giới.

## Vòng đời

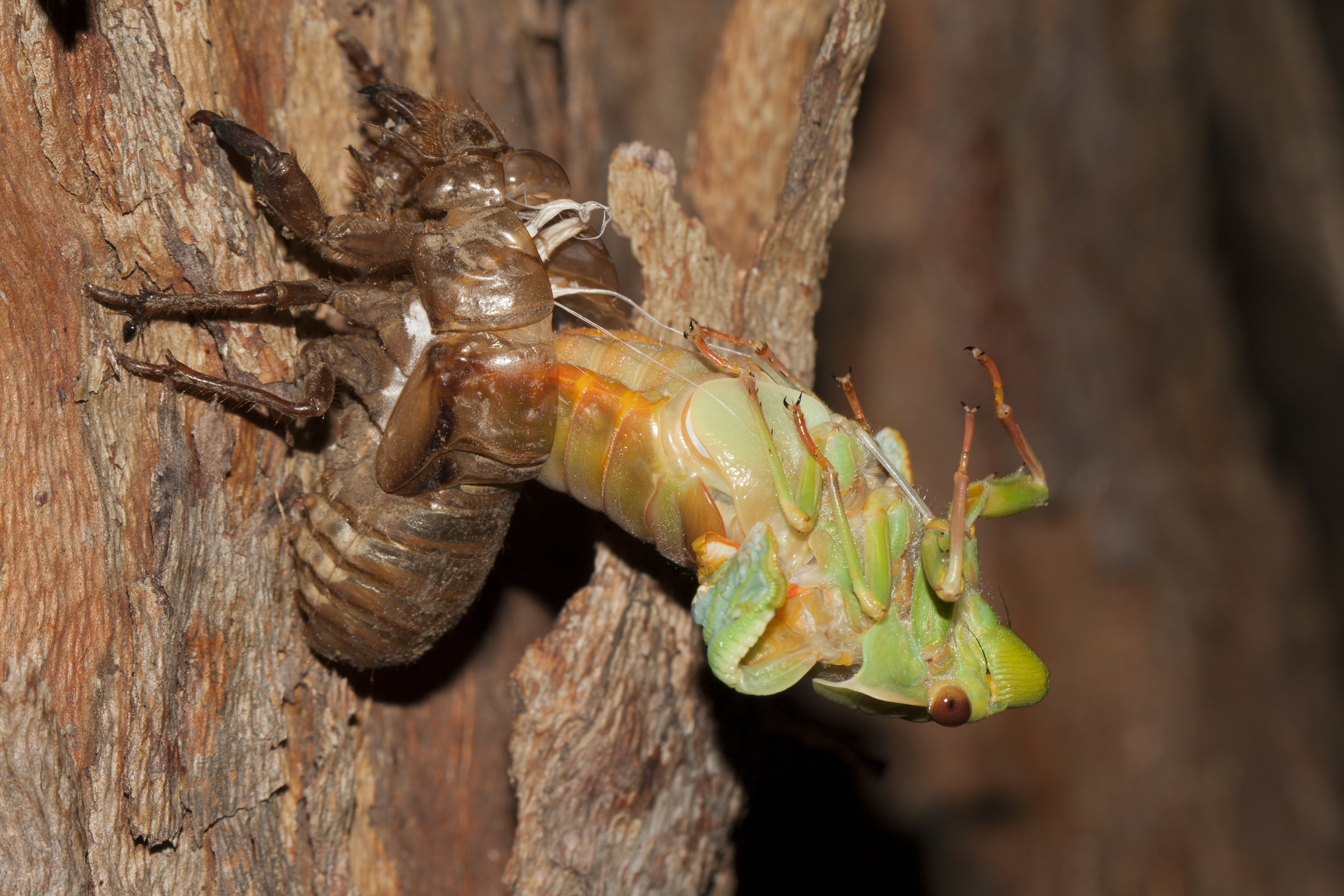
Lột sát

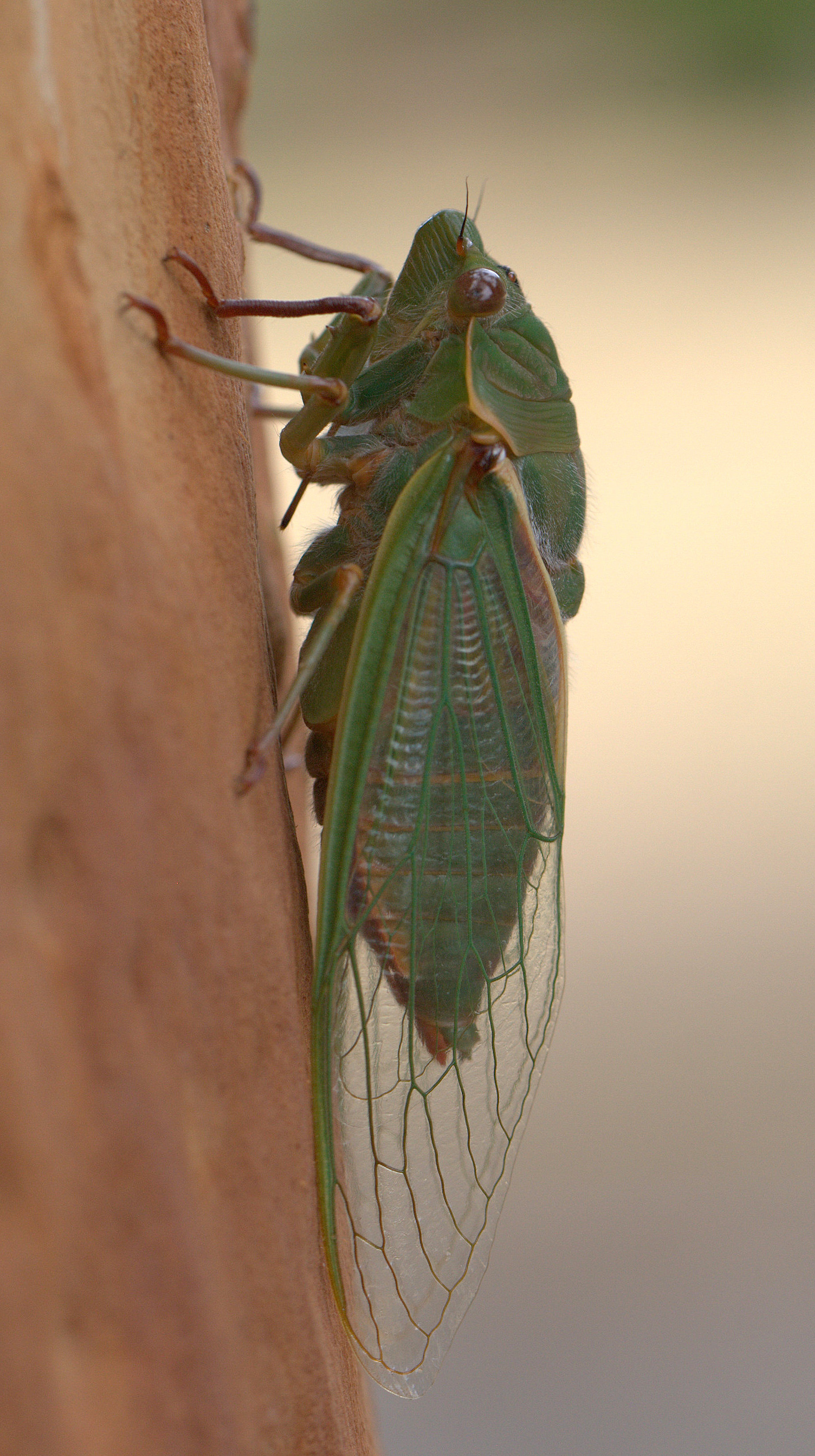
Cyclochila australasiae đang khô cánh

Loài ve này dành bảy năm ở dạng nhộng uống nhựa từ rễ cây dưới lòng đất trước khi trồi lên từ mặt đất như một con trưởng thành. Con trưởng thành sống trong sáu tuần, bay xung quanh, giao phối và đẻ trứng trong mùa hè.